# Суарес, Алекс (футболист)
Хосе Александер «Алекс» Суарес Суарес (исп. José Alexander «Álex» Suárez Suárez; род. 18 марта 1993, Лас-Пальмас) — испанский футболист, защитник клуба «Лас-Пальмас».

## Клубная карьера
Суарес — воспитанник клуба «Лас-Пальмас». В 2016 году игрок начал выступать за дублирующий состав последних. 27 сентября 2019 года в матче против «Альбасете» он дебютировал в Сегунде за основной состав. 31 октября 2020 года в поединке против «Овьедо» Алекс забил свой первый гол за «Лас-Пальмас». В 2023 году игрок помог клубу выйти в элиту. 12 августа в матче против «Мальорки» он дебютировал в Ла Лиге.